# Barlee
Barlee – słone jezioro okresowe w Australii. 
Powierzchnia: 1450 km²(po wypełnieniu)
Wymiary: ok. 100 x 80 km 
Położenie: 29° 05' S, 119° 28' E
Jezioro Barlee wypełnia się ok. raz na 10 lat, a woda w nim może przetrwać mniej niż rok. W okresie kiedy jest wypełnione jest ważnym terenem lęgowym szczudłaka australijskiego.
Zostało odkryte przez Johna Forresta w 1869 roku. Wyprawa Forresta, która poszukiwała od dawna zaginionego podróżnika-odkrywcy Ludwiga Leichhardta, utknęła w błocie próbując przejść przez teren jeziora 19 marca tego roku. Kiedy udało im się wydobyć konie z błota, wędrowali wokół jeziora. 25 marca, wspięli się na wzgórze i udało im się zobaczyć olbrzymie rozmiary jeziora. Forrest nazwał jezioro na cześć Fredericka Barlee, kolonialnego Sekretarza ds. Zachodniej Australii.